# Rumen Aleksandrow
Rumen Aleksandrow (bułg. Румен Александров, ur. 26 czerwca 1960) – bułgarski sztangista. Srebrny medalista olimpijski z Moskwy.
Zawody w 1980 były jego jedynymi igrzyskami olimpijskimi. Zajął drugie miejsce w rywalizacji w wadze do 90 kg. Impreza ta równocześnie była mistrzostwami świata. W 1980 był również mistrzem Europy.